# 哈勒爾州
哈勒爾州是埃塞俄比亞的一個州，是哈勒爾族的故乡，位於該國東部，位於德雷達瓦東南。面積374平方公里，2017年人口調查為246,000人。首府哈勒爾。
當地以奧羅莫族、阿姆哈拉族、哈勒爾族等為主。哈勒爾語為官方語言。